# House Top 1000
De House Top 1000 is sinds 2010 een jaarlijks terugkerend radioprogramma dat wordt uitgezonden rond het paas- of pinksterweekend. Het programma bestaat uit een lijst van 1000 populairste houseplaten ooit gemaakt en is samengesteld op basis van stemmen van de luisteraars. Sinds 2018 wordt de hitlijst uitgezonden op Wild FM en online via Deep Radio. De stembus is een week lang geopend tot een week voor de uitzending.
Traditiegetrouw wordt de lijst van tevoren niet bekendgemaakt. Zo blijft het tot het eind spannend wie er dat jaar op nummer 1 zal eindigen. Gemiddeld worden er 250.000 stemmen per jaar uitgebracht.
Jaarlijks doen naast de vaste presentatoren diverse gast dj's mee om de marathonuitzending van 83 uur mogelijk te maken. Zo hebben de afgelopen jaren Bart Arens, Giel Beelen, Wessel van Diepen, Robin Albers en Armin van Buuren hun steentje bijgedragen.

## Geschiedenis
De House Top 1000 is een initiatief van Peter van Leeuwen en werd voor het eerst in 1996 uitgezonden door NRG106.3, een lokale omroep destijds gevestigd in Delft. Omdat het een nogal ambitieuze opgave bleek om 1000 houseplaten bij elkaar te krijgen en destijds alles nog vanaf vinyl gedraaid werd, was het zo’n omvangrijke klus geworden dat het lange tijd een éénmalig gebeuren bleef.
In 2010 zocht dance station Fresh FM een evenement voor rond het pinksterweekend. Het idee van de House Top 1000 kwam weer op tafel. Na veertien jaar kreeg het evenement een vervolg en werd de lijst van 21 tot en met 24 mei 2010 uitgezonden onder de naam “Fresh FM House Top 1000 Allertijden”. Tot en met 2017 heeft Fresh FM de lijst jaarlijks uitgezonden. In juni 2017 vond de finale plaats vanuit de studio van Armin van Buuren, totdat er in de laatste uren voor de ontknoping door sabotage abrupt een einde kwam aan de internet stream en de etheruitzending. Dit betekende ook meteen het einde van Fresh FM. Door Armin werd een back-up plan ingezet en de uitzendingen snel hervat via zijn Facebookkanaal. Miljoenen luisteraars schakelden zo wereldwijd in, een absoluut luisterrecord in de geschiedenis van de House Top 1000.
Het bleef het lang onzeker of er een vervolg zou komen. Op 5 mei 2018 werd bekendgemaakt dat Wild FM Hitradio het stokje heeft overgenomen. Het pinksterweekend van 18 t/m 21 mei 2018 was de eerste uitzending op Wild FM.
In 2024 wordt het 15-jarig jubileum van het evenement verwacht.